# Parafia św. Floriana w Chorzowie
Parafia św. Floriana w Chorzowie – parafia rzymskokatolicka pod wezwaniem św. Floriana w Chorzowie.
Parafia została erygowana 11 marca 1957 roku. W 1994 roku do tego kościoła zostały sprowadzone relikwie św. Floriana, a w 2001 roku przy tej parafii zostało erygowane sanktuarium św. Floriana, który jest patronem strażaków, hutników i miasta Chorzowa.

## Proboszczowie parafii
| Ks. Konrad Lubos      | Budowniczy Kościoła |
| Ks. Konrad Szweda     | 1957 – 1980         |
| Ks. Eugeniusz Marcisz | 1980 – 1985         |
| Ks. Tadeusz Pietrzyk  | 1985 – 2010         |
| Ks. Damian Gajdzik    | 2010 – obecnie      |

## Kapłani pochodzący
| Ks. dr hab. Józef Kiedos | ur. 1943 | święcenia 1967 | zmarły 2021 |
| Ks. Grzegorz Jagieł      | ur. 1961 | święcenia 1987 |             |
| Ks. dr Andrzej Mozgol    | ur. 1962 | święcenia 1988 | zmarły 2000 |
| Ks. Mirosław Janiak      | ur. 1960 | święcenia 1988 |             |
| Ks. Antoni Brzytwa       | ur. 1967 | święcenia 1993 |             |
| Ks. Marek Rabenda        | ur. 1967 | święcenia 1993 |             |
| Ks. Bogdan Wąż           | ur. 1967 | święcenia 1993 |             |
| Ks. Tomasz Żołna         | ur. 1972 | święcenia 1997 |             |

## Grupy parafialne
Grupy i wspólnoty działające w parafii:
- Franciszkański Zakon Świeckich,
- Katecheza dorosłych,
- Klub Seniora,
- Krąg biblijny,
- Ministranci,
- Orkiestra dęta,
- Parafialna Rada Duszpasterska,
- Ruch Dzieci Maryi,
- Ruch Światło – Życie,
- Żywy różaniec,
- Chór świętego Floriana.